# Oratorio di Santa Maria dei Bianchi
L’oratorio di Santa Maria dei Bianchi è un luogo di culto cattolico sito a Città della Pieve in Umbria.

## Storia
Fin dal sec. XIII, l’oratorio fu sede della “Compagnia dei Disciplinati” o dei “Bianchi”. Fu poi trasformato, nel 1818, su probabile disegno di Andrea Vici. Sulla parete di fondo si trova l’affresco di Pietro Perugino denominato Adorazione dei Magi. Come riferiscono le due lettere del Perugino, rinvenute nel 1835 durante i lavori di drenaggio della parete dell’affresco e riprodotte su targhe in marmo lungo le pareti laterali dell’oratorio, l’opera fu commissionata ed eseguita nel 1504.
Il Vannucci richiede 200 fiorini, ma è disposto “chome paisano” ad accontentarsi di 100 da pagarsi a rate. Dopo le insistenze del Sindaco della Compagnia dei Disciplinati il Perugino riduce l’importo a 75 fiorini, ma chiede per rispetto della sua dignità di grande Maestro che gli sia mandata a Perugia “la mula col pedone che verrone a penctorà”. L’affresco è tra le opere più ricche ed affollate del Maestro pievese: la storia è rappresentata come un grande corteo cavalleresco che si perde in lontananza tra uno dei più vasti paesaggi ideati dal Vannucci. E proprio in questa visuale, che richiama secondo una rappresentazione ideale la vista che da Città della Pieve va verso il Trasimeno e la Val di Chiana, Pietro inserisce personaggi dalle positure e dai costumi di estrema eleganza che riecheggiano, nel loro rifarsi alla statuaria antica, un mondo neoellenistico e virgiliano.
È qui rappresentato quasi per l’ultima volta quel sogno dell’Antico vagheggiato come mondo di contemplazione e di armonia, nel momento in cui nello stesso 1504 Leonardo e Michelangelo formulavano le note opere raffiguranti la Battaglia di Anghiari e la Battaglia di Cascina una visione del mondo turbata dall’arrovello e dall’angoscia dell’uomo contemporaneo. E a Leonardo e a Michelangelo, iniziatori della “Maniera” moderna, il Perugino doveva lasciare spazio - lui che era stato l’ultimo grande Maestro delle botteghe fiorentine – ritornando quasi definitivamente in Umbria. Proprio in questo 1504 Raffaello, il più grande degli allievi del Perugino, lasciava definitivamente la bottega del Maestro sotto la suggestione di quelle novità. Da questo momento il Vannucci comincerà a guardare al suo ex-allievo. È evidente infatti nella ricchezza dei particolari il richiamo agli affreschi del Pinturicchio nella Biblioteca Piccolomini della Cattedrale senese alla cui ideazione partecipò pure l’Urbinate. L’Adorazione dei Magi può quindi considerarsi un testo figurativo di fondamentale importanza non solo per la vicenda artistica del Perugino, ma anche per la civiltà artistica tra Firenze e Roma nei primi anni del sec. XVI.